# Corey Williams

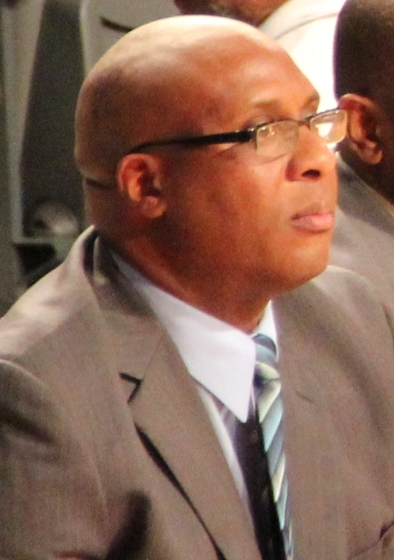
Corey Williams, 2013.

Corey Williams, född 24 april 1970 i Twiggs County i Georgia, är en amerikansk baskettränare och före detta professionell basketspelare.

## Spelare
Corey Williams spelade som point guard (PG) och tillbringade två säsonger (1992–1994) i den nordamerikanska basketligan National Basketball Association (NBA), där han spelade för Chicago Bulls och Minnesota Timberwolves. Under sin karriär gjorde han 92 poäng (2,4 poäng per match); 29 assists samt 37 rebounds, räddningar så att bollen inte hamnar i nätkorgen, på 39 grundspelsmatcher. Williams spelade också som proffs i Taiwan och på lägre nivå i USA.
Han draftades av Bulls i andra rundan i 1992 års draft som 33:e spelare totalt. Williams blev också draftad i National Football League (NFL), när Kansas City Chiefs valde honom samma år, trots att han inte spelade amerikansk fotboll på universitetsnivå.
Han var med att vinna Bulls tredje raka NBA-mästerskap för säsongen 1992–1993.
Innan han blev proffs studerade han vid Oklahoma State University och avlade lärarexamen. Han spelade samtidigt basket för deras idrottsförening Oklahoma State Cowboys.

## Tränare
Efter sin aktiva spelarkarriär började han arbeta som tränare. Han har varit tränare för Stetson Hatters samt assisterande tränare för Oral Roberts Golden Eagles, Florida State Seminoles och Arkansas Razorbacks. Sedan år 2021 är han assisterande tränare för Texas Tech Red Raiders.